# 嫦娥一号
嫦娥一号是中国的首颗月球探测器，其以中国古代神话傳說人物嫦娥命名。嫦娥一号于2007年10月24日（UTC+8，下同）在西昌卫星发射中心搭乘长征三号甲运载火箭顺利发射升空。嫦娥一号的总重量为2350千克左右，尺寸为2000毫米×1720毫米×2200毫米，太阳能电池帆板展开长度18米，寿命大于1年。该探测器的主要目的是获取月球表面的3D立体影像；分析月球表面有用元素的含量和物质类型的分布特点；探测月壤厚度和地球至月亮的空间环境。嫦娥一号是中国嫦娥工程的第一阶段任务，自2004年1月立项，第一阶段耗资14億人民幣。2009年3月1日完成使命，硬着陆于月球预定地点。
嫦娥一号作为中国的首次深空探测任务以圆满成功的方式结束，被视作中国航天继人造地球卫星、载人航天飞行后的第三座里程碑，标志着中国进入具有深空探测能力的国家行列，为中国后续的深空探测任务奠定了基础。

## 过程
2007年10月24日（發射日）
- 18:05:04.602：嫦娥一号在西昌衛星發射中心发射升空。
- 18:07：嫦娥一号发射升空跟踪正常。
- 18:09：嫦娥一号发射火箭二三级分离，分離物體其後落在貴州山區。
- 18:11：嫦娥一号发射整流罩分离，分離物體其後在广东始興縣司前镇细坝村的山林里寻获。
- 18:16：三级一次发动机关机，星箭结合体进入滑行段。
- 18:26：遠望二號测量船发现目标，雷达跟踪正常。
- 18:27：三级火箭发动机二次点火成功 。
- 18:29：三级火箭发动机二次关机。
- 18:30：星箭成功分离，嫦娥一号进入圍绕地球轨道。
- 18:38：卫星正常进入预定的近地点高度205千米，远地点高度50930千米的超地球同步轨道。[3]

2007年10月25日
- 17:55：嫦娥一号变轨成功，顺利将近地点高度提升至600千米。

2007年10月26日
- 15:45：嫦娥一號停止自旋。
- 17:44：嫦娥一號第二次變軌成功。

2007年10月29日
- 17:56：嫦娥一號實施第三次變軌。
- 18:01：嫦娥一號第三次變軌成功。[4]

2007年10月31日
- 17:15：嫦娥一號進行第四次變軌，即第三次近地點變軌。
- 17:28：嫦娥一號第四次變軌成功，順利進入地月轉移軌道。[5]

2007年11月2日
- 10:25：地面控制中心对嫦娥一号进行轨道修正。
- 10:33：嫦娥一號修正结束，轨道误差由原来的570公里减小到10公里之内。[6]

2007年11月5日
- 09:00：「嫦娥一號」衛星停止自旋，準備實施第一次近月制動。
- 09:45：北京航天飞行控制中心向「嫦娥一號」衛星注入姿態初值。[7]
- 11:37：嫦娥一號實施了第一次近月制動，進入環月軌道。[8]

2007年11月6日
- 11:35：成功進行了第二次近月制動，進入周期為3.5小時的環月小橢圓軌道。[9]

2007年11月7日
- 08:34：嫦娥一號完成了第三次近月制動，進入月面高度212千米的工作軌道。[8]

2007年11月19日
- 卫星调整为三体定向状态，开启有效載荷。[10]

2007年11月26日
- 中国国家航天局正式公布嫦娥一号卫星传回的第一幅月面图像。[11]

2007年11月28日
- 激光高度计开机工作。

2008年1月27日
- 23时50分48秒，卫星点火60秒，轨道提高2公里，以应对第一次月食。

2008月6月5日
- 当日在北京航天飛行控制中心的監視和控制下，已環月飛行210天。[12]

2008年12月6日
- 嫦娥一号卫星经过两次点火制动，顺利从距月面200公里的圆轨道进入距月面100公里的圆轨道。[13]

2008年12月19日
- 当日2时开始，嫦娥一号卫星再次实施轨道机动，成功将轨道近月点降至距月面17公里。由于月球重力场的影响，至19日12时，嫦娥一号卫星环月轨道近月点已漂移至距月面15公里。[14]

2008年12月20日
- 随着19日相关试验工作完成，20日上午8时，嫦娥一号卫星再次实施轨道机动，重新回到距月面100公里的极轨圆轨道。

2009年3月1日
- 3月1日16时13分10秒，嫦娥一号卫星在北京航天飞行控制中心科技人员的控制下，撞落于月球丰富海内的撞击点，撞击点位置为东经52.36度、南纬1.50度。[15]

## 研制
嫦娥一号工程由五大系统组成，分别为卫星、运载火箭、测控、地面应用、发射场。
嫦娥一号卫星由中国空间技术研究院负责研制，卫星总设计师是叶培建。卫星以东方红三号通讯卫星平台为基础，采用三轴稳定姿态控制，具有自身变轨能力。

### 卫星研制过程
- 2004年，中国绕月探测工程立项
- 2004年12月20日，卫星开始初样电性星电测
- 2006年7月，完成正样产品的生产和验收，进入系统级总装、集成和测试阶段
- 2006年7月28日，国防科工委月球探测工程中心与中国空间技术研究院签订嫦娥一号月球探测卫星研制合同
- 2007年1月5日，嫦娥一号探月卫星通过专项评审

## 仪器

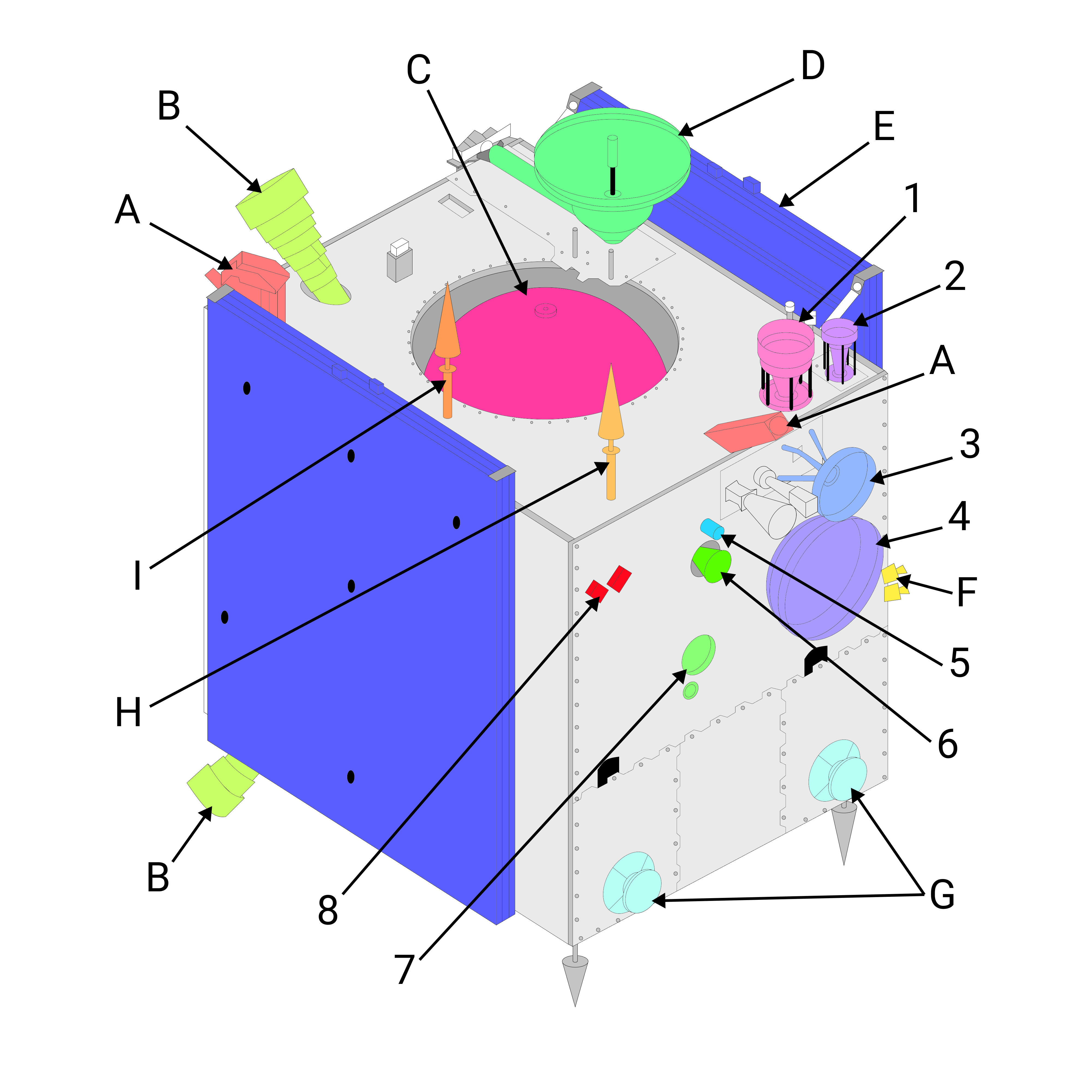
嫦娥一號結構圖

### 科学仪器
嫦娥一号一共带有130公斤有效载荷，其中包括9件主要仪器：：
- CCD立体相机：采用了三线阵CCD推扫成像原理[17] 拍摄全月面三维影像，相机分辨率120米,月表成像宽度60km，光谱范围500nm~750 nm，光谱通道数1，量化等级8bit，S/N≥100，MTF≥0.2，光照条件太阳高度角≥15°，基高比≥0.6。
- 激光高度计：用以月面三维图像辅助成像，在月面不反光地区（如两极），则是绘制地形图的主要设备。重15.7 Kg，激光波长1064 nm，激光能量140 mJ，精确度1 m。中国科学院上海技术物理研究所和中国科学院上海光学精密机械研究所研制。
- 干涉成像光谱仪：用于获取月面光波图谱
- 伽马射线谱仪：用于探测月球表面14种元素，包括：钛、铀、钍、钾、氧、铁、硅、锰、铬、锗、镁、铝、钙、钠。
- X射线谱仪：探测硅、铝和镁的分布。
- 微波探测仪：用于获取月壤厚度，以及月球背面亮度温度图和月球两极地面信息
- 太阳高能粒子探测器：检测卫星周围高能带电粒子的种类的能量。
- 太阳风粒子探测器：探测从地球到月球，以及月球附近的空间环境。是嫦娥一号上最早开始工作的设备之一。
- 大容量存储器：卫星配备一个48GB的存储器，暂时存放各种仪器输出的数据。

### 卫星平台仪器
- 490牛顿发动机：用于轨道维持和变轨。
- 星敏感器，紫外敏感器：用于卫星定姿。

### 地面仪器
測量嫦娥一號位置的科學儀器包括：
- 「遠望號」測量船
- 位於上海佘山的25米天線的射電望遠鏡
- 位於烏魯木齊南山的25米天線的射電望遠鏡
- 位於北京密雲的50米天線的射電望遠鏡
- 位於昆明鳳凰山的40米天線的射電望遠鏡

租用了其他国家设备有：
- 欧洲空间局，库鲁站，新诺舍站。

## 主要任务
嫦娥一号主要有四个任务：
- 用CCD立体相机和激光高度计绘制完整的立体月球地图，從而獲取覆蓋全月面的地形圖，有助研究月球地質構造的演化，為未來登月地點的選擇提供有用的參考數據。
- 探测月球上的鈦和鐵等14种元素分布，並會利用成像光譜儀，測定造岩礦物，如橄欖石、輝石、斜長石等在月球表面的含量與分布情況。
- 评估月球土壤厚度和氦-3的资源量。
- 监测月-地之间的空间环境，利用高能粒子探測器和太陽風探測器记录太阳风数据，以及太阳活动对月-地之间空间环境的影响。

### 后期
由于减少了变轨次数，嫦娥一号省下的燃料足够其工作一年有余。在预计工作期满之时，专家预计可以将卫星轨道调整为100公里，以获得更清晰的月面图像。另有计划使嫦娥一号主动撞月。
出于避免突发事故的考虑，嫦娥一号一共制造了两颗，而由于嫦娥一号正式星的成功发射，其备份星失去了备份功能，中国探月工程首席科学家欧阳自远表示，嫦娥一号备份星（即嫦娥二号）将于2010年10月发射升空。备份星将不再进行多次变轨，而是直接进入地月转移轨道。而且，备份星的月球轨道高度也会有变化，星载设备会有更换。

## 相关事件

### 现场参观
2007年10月初，西昌卫星发射中心开始对外出售“嫦娥一号发射现场观看”的门票，定价每人800人民幣，总额在2000个席位左右。且只向中国公民出售。

### 歌曲搭载
鉴于之前有东方红一号向地面传回歌曲的先例，此次「嫦娥一号」也将搭载32首歌曲，并向地面传回。

2006年7月7日，国防科工委决定选择30首歌曲搭载，并随后与中央电视台、中国音乐家协会共同举行了全民投票活动。 10月，在科工委提出的150餘首备选曲目基础上，选出以下30首歌曲搭载，名單如下：
1. 《谁不说俺家乡好》
2. 《爱我中华》
3. 《歌唱祖国》
4. 《梁山伯與祝英台》
5. 《我的祖国》
6. 《走进新时代》
7. 《二泉映月》
8. 《黄河颂》
9. 《青藏高原》
10. 《长江之歌》
11. 《在希望的田野上》
12. 《春天的故事》
13. 《七子之歌》
14. 《我的中国心》
15. 《高山流水》
16. 《草原上升起不落的太阳》
17. 《高山青》
18. 《贵妃醉酒》选段，京剧
19. 《难忘今宵》
20. 《歌声与微笑》
21. 《春节序曲》
22. 《半个月亮爬上来》
23. 《游园惊梦》选段，昆曲
24. 《富饶辽阔的阿拉善》
25. 《良宵》
26. 《十二木卡姆》选曲
27. 《东方之珠》
28. 《在那遥远的地方》
29. 《我是中国人》
30. 《但愿人长久》

此外，还特别增加了《东方红》和《義勇軍進行曲》（國歌），由于地位特殊，没有经过投票挑选直接入选。

### 卫星失踪质疑
11月13日，一些网友开始质疑嫦娥一号是否已经失踪，其理由是12日新华社曾发表过写有《嫦娥一号曾与地面失去联系45分钟》的文章。随后相关的质疑帖在网上流传开来。17日，探月工程负责人龙乐豪出面辟谣，指出：由于月球遮挡，地面测控只能覆盖92%至98%的区域，暂时失去联系在设计考虑范围之内，卫星可以自主工作。

## 传回數據

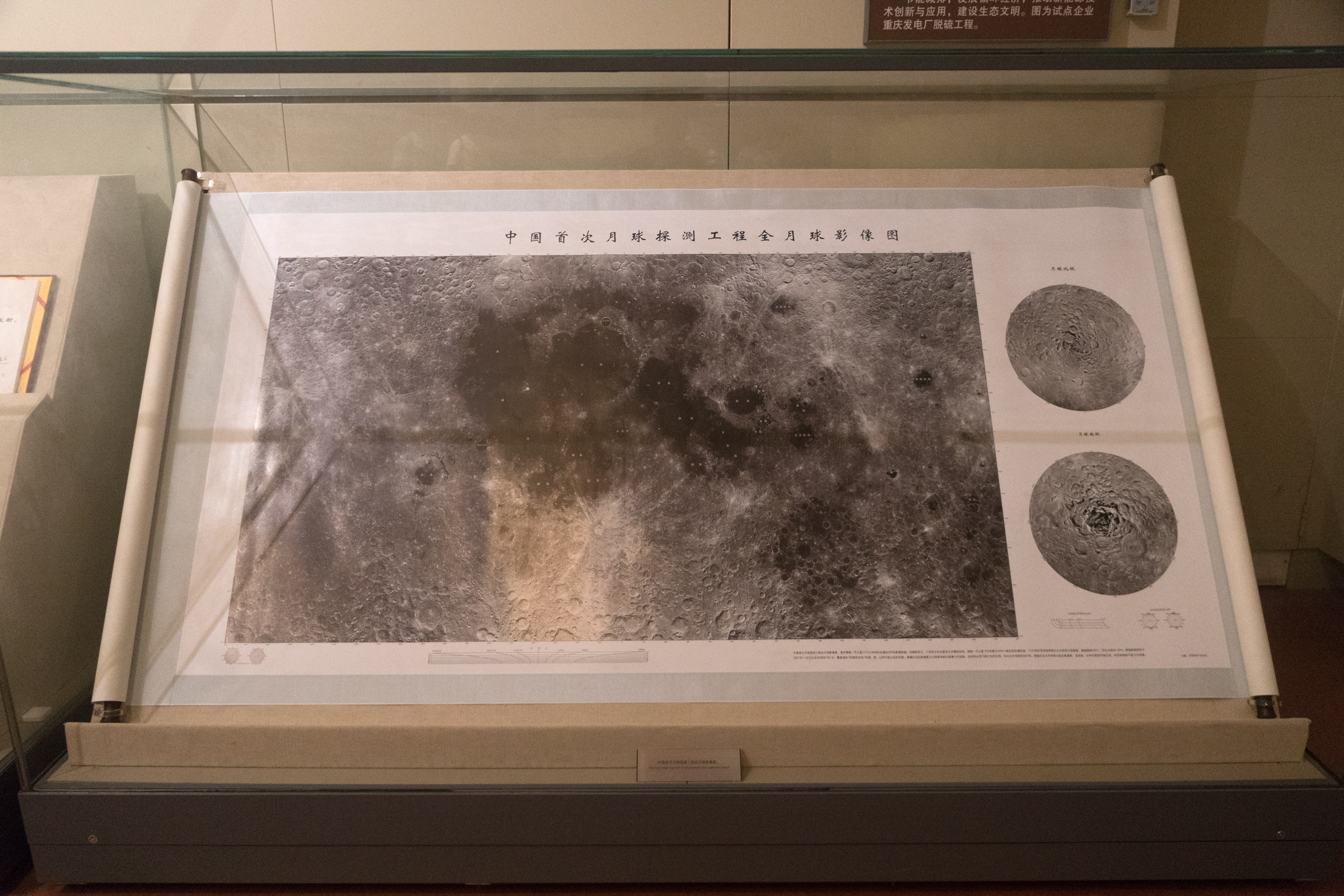
中国国家博物馆内展示的嫦娥一号所获取的全月球影像图

2007年11月20日下午4:48分，由CCD相机拍摄的第一轨月球图像开始传回。
2007年11月23日嫦娥一號衛星獲取的第一批原始圖像資料（共19轨）傳回地面，並開展整理圖像的工作。
2007年11月26日，國家航天局正式發布經處理後的第一幅由嫦娥一號衛星傳回月面圖像。該圖像是由嫦娥一號衛星上的CCD立體相機以線陣推掃的方式獲得的，軌道高度約200公里，每一軌的月面幅寬60公里，像素解析度120米。此共由19軌圖像製作而成，位於月球表面東經83度到東經57度，南緯70度到南緯54度，圖幅寬約280公里，長約460公里。在圖中右側60公里寬的條帶是CCD相機開機後獲得的第一軌圖像。
2007年12月11日，國家航天局發布嫦娥一號的CCD立體相機所拍取的月球背面部份區域的照片，該圖是由5軌圖像合併製作而成。
2008年1月31日，国防科工委公布了首副月球极区图像。
2008年11月12日，依据嫦娥一号卫星拍摄数据制作的中国第一幅全月球影像图正式公布。

## 评价

### 官方评价
- 日本航天局局长立川敬二：期待中国来访，希望与中国航天局合作。
- 乌克兰航天局局长阿里克谢耶夫：希望拓宽中乌两国航天领域合作范围。[31]
- 欧空局航空局局长道丹：对嫦娥一号成功发射表示诚挚的祝贺。[32]
- 法国国家空间研究中心主席戴斯科达：祝愿中国国月球计划的后续工作取得成功。[33]
- 德国空间中心主席沃纳：贵国空间计划的发展令人印象深刻，同时期待这次任务获得可喜的成果。[34]

### 媒体评价
- 韩国《朝鲜日报》：“嫦娥一号”实现了中国人登月的千年梦想。[35][36][37]
- 美国《洛杉矶时报》：“嫦娥一号”发射展示中国综合实力，中国将进入太空研究的前沿阵地，以符合其发展中大国的地位。
- 日本《每日新闻》：中国发射“嫦娥一号”卫星，意在扬振国威。在世界各国对于月球的探测活动逐渐增多时，中国欲（借此次发射）获取主导权。[38]
- 法新社报道，“嫦娥一号”的发射体现了中国的综合实力，进一步提升了中国的国际地位和全国凝聚力。近年来，中国加大了在太空研究领域的力度，以与其不断提升的经济地位相匹配。
- 美联社报道，中国成功发射首颗探月卫星，迈出了雄心勃勃为期十年的将登陆车送上月球并且返回地球计划的第一步。
- 路透社发表评论，“嫦娥一号”的发射目的是和平的，中国不会以任何形式参与与任何国家的月球竞赛，但中国也想向世界证实，中国在不断发展经济的同时，也有能力发展自己的创新科技。

### 专题报道
- 人民网（页面存档备份，存于）、中国网（页面存档备份，存于）、新华网（页面存档备份，存于）、中新网（页面存档备份，存于）、CCTV（页面存档备份，存于）、新浪（页面存档备份，存于）、网易（页面存档备份，存于）、Yahoo、腾讯（页面存档备份，存于）、Tom、搜狐（页面存档备份，存于）、21cn、东方网（页面存档备份，存于）、千龙网、南方网（页面存档备份，存于）、大洋网、 金羊网、MSN